# قاع القرين (قطاع غزة)
قاع القرين هي منطقة واقعة في شرق محافظة خان يونس، جنوب قطاع غزة، وقريبة من بلدة الفخاري وقرية خزاعة، تُقدر مساحتها ب4500 دونم أي (4.5 كم مربع)، تشغل المنطقة السكنية 72 دونم، يغلب علي المنطقة الطابع البدائي وتشتهر بزراعة الفواكة وانتاج طوب الصلصال.
تعتبر منطقة منخفضة المستوى عن المناطق المجاورة لها، سُميت بقاع القرين بدلا من قاع الكريك والكريك هي أداة مستخدمة من قبل مزارعون القرية في عملية الزراعة.

## مظاهر الحياة في قاع القرين
في عام 2010، تزودت منطقة قاع القرين بالكهرباء لأول مرة، وفي نهاية 2014، تم تزويد المنطقة بالإنترنت على إثر حرب اسرائيل على قطاع غزة في 2014، وتُبنى معظم منازل المنطقة والقرية بطوب الصلصال الذي يشتهر انتاجه بها، وتوجد 6 منازل بطوب الأسمنتي في القرية فقط، حيث دخل الأسمنت في بناء منازل المنطقة بعدما احتلت اسرائيل في الماضي منطقة قاع القرين، لوقوعها بالقرب من الحدود الشرقية المحاذية لمستوطنات غلاف غزة، لا توجد مدارس في القرية إلا على بعد 3 كيلومترات، تستقر عائلتان رئيسيتان في منطقة قاع القرين هما النجار والجبور.

## الزراعة في قاع القرين
في 9 يوليو(تموز )1997 أُعلن عن قرار تشكيل لجنة مشاريع لإنشاء قرية زراعية في قاع القرين بقرار من وزير الحُكم المحلي. تعتبر الزراعة مصدر للدخل لمعظم سكان القرية، وتُزرع محاصيل وفواكه تعتمد على مياة الأمطار لبعد الأبار مسافة من 2 الى 3 كيلومتر عن القرية، تُزرع المحاصل قليلة التأثر بالملوحة مثل الطماطم والباذنجان، والفلفل وأشجار الزيتون.

## المرافق الخدمية بقاع القرين
في 6 مارس(أذار) 2012 تم افتتاح معرض التطريز والأعمال اليدوية وعرضت 36 سيدة خريجة لدورة التدريب لافتتاح المعرض أعمال زينة يدوية ومشغولات لأنواع التطريز الفلسطيني، ويتبع المعرض جمعية من جمعيات قاع القرين.
في 23 فبراير(شباط) 2014 تم افتتاح مركز للأنشطة المجتمعية من قِبل بلدية خان يونس بمنحة مدعومة من البنك الدولي كُلفتها 67 ألف دولار، لتوفير خدمات لسكان المنطقة، ونُفذ المشروع على مرحلتين، يتضمن المركز قسم اللياقة البدنية، وقسم الحاسوب وقسم لتنظيم الدورات الثقافية والتوعوية وقسم الطباعة والتصوير. وفي 28 يوليو(تموز)2020 أُفتتحت وحدة صحية مزودة بالطاقة الشمسية تابعة لجمعية بيسان يعمل بها الأطباء بالمجان وتشمل الوحدة سرير طبي وألعاب مخصصة لذوي الإعاقة 

## خسائر الحروب الإسرائيلية على قطاع غزة في قاع القرين
في حرب على غزة 2014 وفي 6 يولو(تموز) قُتلت سيدة وأُصيب عدد آخرون في قصف مدفعي لجيش الاحتلال الاسرائيلي على منطقة قاع القرين ، كما تم قصف أرض زراعية في المنطقة ، ليُدمر جزء من مزرعة دواجن وغرفة زراعية ومنزل كامل قيد الإنشاء ، وفي 7 يناير( كانون الثاني)2024 قُصف مسجدين في قاع القرين وفي 21 يناير(كانون الثاني) من نفس العام ، قُصف مصنع للبلاستيك مما ادى حرقه ، وفي 2 مايو(ايار )أُعلن عن مقتل شخص إِثر غارة إسرائيلية وإصابة عدد آخرون 